# Stefan Koos
Stefan Koos (* 1966) ist ein deutscher Rechtswissenschaftler.

## Leben
Er studierte Rechtswissenschaften in Würzburg (erstes juristisches Staatsexamen) und Salamanca. Nach dem Referendariat am OLG Bamberg mit Wahlstation bei der Deutsch-Portugiesischen Industrie- und Handelskammer in Lissabon legte er das zweite juristische Staatsexamen in München ab. Von 1994 bis 1995 war er Richter beim Amtsgericht Stadtroda – Strafsachen/Jugendstrafsachen, Landwirtschafts-, Betreuungs- und Zivilsachen. Von 1995 bis 1997 war er wissenschaftlicher Mitarbeiter am Lehrstuhl für Bürgerliches Recht, Handelsrecht, Wirtschaftsrecht, Steuerrecht, Internationales Privatrecht und Rechtsvergleichung der Universität Konstanz (Carsten Thomas Ebenroth). Nach der Promotion 1996 durch die juristische Fakultät in Konstanz war er von August 1997 bis Oktober 2004 Wissenschaftlicher Assistent am Lehrstuhl für Bürgerliches Recht, Recht der Wirtschaftsordnung und Recht der Internationalen Wirtschaftsbeziehungen der Universität Konstanz (Karl-Heinz Fezer).
Nach der Habilitation im November 2002 und Verleihung der Venia legendi für Bürgerliches Recht, Gesellschaftsrecht, Wettbewerbs- und Kartellrecht sowie Internationales Privatrecht durch die rechts-, verwaltungs- und wirtschaftswissenschaftliche Sektion der Universität Konstanz lehrte er dort vom Sommersemester 2003 bis Wintersemester 2003/2004  als Privatdozent. Im Sommersemester 2004 vertrat er den Lehrstuhl für Zivil- und Wirtschaftsrecht an der Universität Erfurt. Im Herbsttrimester 2004 vertrat er die Professur für Bürgerliches Recht, Handels- und Wirtschaftsrecht an der Universität der Bundeswehr München (Hanns Ullrich). Im November 2004 wurde er zum Universitätsprofessor an der Universität der Bundeswehr München ernannt. Von 2010 bis 2012 war er Dekan der Fakultät für Wirtschafts- und Organisationswissenschaften. 2005 und 2007 hatte er Lehraufträge zum Treuhandrecht an der Hochschule Liechtenstein. Seit 2011 ist er ständiger Gastprofessor an der Juristischen Fakultät der Universitas Islam Riau (UIR) in Pekanbaru. Seit 2016 ist er Gastprofessor am Business Law Department der Universitas Bina Nusantara BINUS-University in Jakarta. 2018 war er Gastprofessor an der Juristischen Fakultät der Universitas Airlangga in Surabaya.

## Schriften (Auswahl)
- Europäischer Lauterkeitsmaßstab und globale Integration. Beitrag zu einer weltmarktorientierten Sichtweise des nationalen und gemeinschaftlichen Wettbewerbsrechts. München 1996, ISBN 3-406-41683-7.
- Fiduziarische Person und Widmung. Das stiftungsspezifische Rechtsgeschäft und die Personifikation treuhänderisch geprägter Stiftungen. München 2004, ISBN 3-406-51605-X.
- mit Burkhard Menke und Gerhard Ring: Praxis des Wettbewerbsrechts. München 2009, ISBN 978-3-89655-433-8.
- mit Karl-Heinz Fezer, Julius von Staudinger, Karl-Dieter Albrecht und Ulrich Magnus: Internationales Wirtschaftsrecht. Berlin 2015, ISBN 3-8059-1193-9.